# Frente Amplio (Costa Rica)
El Frente Amplio (FA) es un partido político costarricense que se sitúa en la izquierda  del esprecto político.Esto se refleja por compartir ideas marxistas y progresistas. De entre varios principios doctrinales, el partido se identifica como  socialista, progresista, patriótico, feminista, ecologista, humanista , entre otros.
Fundado el 16 de octubre de 2004 por el politólogo español y naturalizado costarricense, José Merino del Río, surge como un partido de escala provincial, participando electoralmente por primera vez en las elecciones legislativas de 2006, donde el partido obtiene un escaño en la Asamblea Legislativa, ocupado por el fundador, José Merino. Desde entonces, el partido se colocaría como uno de los más relevantes en la historia electoral reciente del país, abogando por una fuerte oposición a ciertas políticas neoliberales, y a favor de un estado social. En las elecciones presidenciales de 2014, el Frente Amplio recibe su mayor apoyo electoral hasta la fecha, cuando el candidato y exdiputado José María Villalta Flórez-Estrada, obtiene el tercer lugar tras el balotaje, con un 17% de los votos totales. Actualmente, tras las elecciones legislativas de 2022 y las elecciones municipales de 2024, el partido cuenta con 6 escaños en la Asamblea Legislativa. Además, Régimen municipal de Costa Rica.
El partido cuenta con una organización juvenil, la Juventud Frente Amplio. Aproximadamente a principios de 2020, abandonó su participación en la asociación regional conocida como el Foro de São Paulo.

## Historia

### Antecedentes
El origen del partido Frente Amplio se remonta al 2002, cuando ciertos grupos de varios sectores que se opusieron al llamado Combo del ICE, se organizaron en el llamado Foro de Acción Política “Otra Costa Rica es posible, otro mundo es posible”. El coordinador de este foro fue el politólogo y periodista español y naturalizado costarricense, José Merino del Río, quien anteriormente habría sido miembro del Comité Central y de la Comisión Política del partido Vanguardia Popular, así como de la coalición Pueblo Unido y el partido Fuerza Democrática, en ese entonces la principal fuerza progresista del país. Merino serviría como diputado ante la Asamblea Legislativa por medio de este partido en el periodo entre 1998 y 2002. Posteriormente, Merino se separaría del centro-izquierdista Fuerza Democrática, después de que fue burlada una decisión de las bases en relación con las candidaturas para el proceso electoral del año 2002.
Merino, durante su labor parlamentaria en contra del Combo del ICE, y gracias a proyectos de ley que pretendían la privatización del Instituto Costarricense de Electricidad, le hizo acreedor de la simpatía y adhesión de la población opositora de las políticas neoliberales, así como su activa participación en las protestas sociales del llamado Combo Energético.

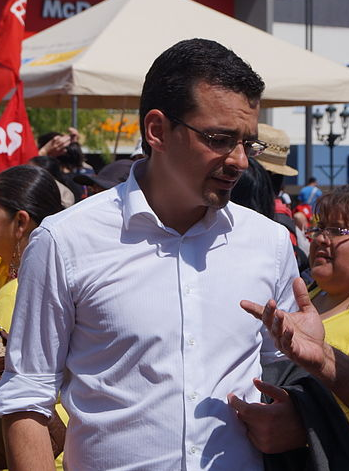
José María Villalta le otorgó al partido Frente Amplio su mejor resultado electoral hasta la fecha, cuando obtuvo el tercer puesto en el balotaje de las elecciones presidenciales de 2014.

### Fundación
En 2004, el Foro de Acción Política funda el Movimiento Alternativa de Izquierdas (MAIZ), entidad que posteriormente decide inscribir el partido Frente Amplio ante el Tribunal Supremo de Elecciones el 16 de octubre de 2004. El partido fue fundado inicialmente a escala provincial de San José, y alcanzó el quinto lugar en el balotaje en las elecciones legislativas de 2006, por medio de las cuales resulta elegido como diputado el fundador José Merino del Río. En las elecciones de regidores municipales de ese mismo año, el partido no obtiene ningún cargo, más en las subsiguientes elecciones municipales del año 2010, el Frente Amplio logra un único concejal en el cantón de Montes de Oca, provincia de San José.
En el año 2008, el partido inició el proceso para constituirse a nivel nacional.
Para las elecciones nacionales del 2010, el partido logra aumentar su rango de partido provincial de San José, a partido nacional, con lo que postula al rector del Instituto Tecnológico de Costa Rica (TEC) y exvocero del No al TLC, Eugenio Trejos Benavides, como candidato para presidente. Por otra parte, es electo como diputado para la Asamblea Legislativa por San José, José María Villalta Flórez-Estrada, quien anteriormente habría ejercido como asesor parlamentario de los diputados José Merino, entre 2000 y 2002, y Gerardo Vargas Leiva, del Partido Acción Ciudadana, entre 2002 y 2006. Asimismo, fue participante activo del movimiento contra el Combo del ICE y el TLC. En cuanto a regidores, para las elecciones municipales del mismo año, el partido logró consolidar un regidor por medio de las coaliciones Barva Unida (cantón de Barva), Alianza Sancarleña (cantón de San Carlos), Liga Ramonense (cantón de San Ramón) y Popular de Alfaro Ruiz (cantón de Sarchí) que conformaba junto al partido Alianza Patriótica. De forma independiente sólo obtuvo un único regidor en el cantón de Siquirres.
Para las elecciones presidenciales de 2014, el partido postuló al entonces único diputado frenteamplista José María Villalta. El candidato subió considerablemente en las encuestas apareciendo en casi todas como el segundo en intención de votos (detrás sólo del oficialista Johnny Araya), e incluso en algunas en primer lugar. Esto causó una fuerte arremetida de campaña negativa por parte de sus principales rivales —Araya y el candidato derechista Otto Guevara— así como de medios como el diario La Nación, en donde se le trataba de asociar con el chavismo y el sistema de Venezuela, o el sandinismo nicaragüense. Villalta fue el tercer candidato más votado en esas elecciones con el 17 % de los votos totales, solo por detrás de Luis Guillermo Solís del Partido Acción Ciudadana y Araya del Partido Liberación Nacional. El Frente Amplio aumentó además su número de diputados de uno a nueve para el período legislativo de 2014 a 2018. 
En las elecciones municipales de 2016, el Frente Amplio presentó candidatos en 59 cantones, obteniendo la alcaldía del cantón de Barva, en Heredia, y en coalición con el Partido Acción Ciudadana las alcaldías de Acosta y Montes de Oca. Para las elecciones presidenciales de 2018, el partido postula al abogado ambientalista Edgardo Araya Sibaja, después de que el excandidato José María Villalta descartase una nueva candidatura presidencial. El partido sufrió una reducción considerable en su apoyo electoral al pasar a menos del 1 % de los votos y reducir su fracción nuevamente a una unipersonal. Posteriormente, el presidente electo Carlos Alvarado Quesada, anunciaría que se nombraría a Patricia Mora Castellanos, exdiputada del partido y exesposa del fallecido fundador José Merino, como ministra de Condición de la Mujer para su administración.
En las elecciones municipales de 2020, el partido perdió su única alcaldía y no obtuvo alcaldías nuevas, obtuvo 8 regidores en los diferentes cantones del país (11 menos que en la elección anterior).

## Filosofía
El Frente Amplio ha sido uno de los principales críticos y opositores de lo que llama “las políticas de derecha neoliberal” aplicadas por los últimos gobiernos del PLN y del PUSC, partidos a los que considera corruptos y “al servicio de las grandes oligarquías y las empresas transnacionales”.
Los principios doctrinales, según el Estatuto del Frente Amplio son los siguientes:
- El Frente Amplio es democrático. Promete respetar el orden constitucional, de acuerdo con el sistema de democracia representativa y defiende las instituciones del Estado Social de Derecho. Se instala en la lucha por una democracia avanzada en todos los campos, incluyendo la democracia económica y cultural. Promueve formas de democracia más participativas y directas.

- El Frente Amplio es progresista. Es una fuerza transformadora, una alternativa real al modelo neoliberal concentrador y excluyente.

- El Frente Amplio es patriótico. Defiende el interés nacional frente a la globalización de signo neoliberal.

- El Frente Amplio es socialista. Lucha por una sociedad inclusiva, igualitaria, próspera, culta y sostenible que se apoye en los valores del humanismo, de la ilustración y del socialismo: libertad, igualdad, fraternidad, solidaridad, pluralidad, justicia social.

- El Frente Amplio es feminista. Rechaza el sistema de dominación sexista y patriarcal. Promueve la igualdad de género y la democracia paritaria.

- El Frente Amplio es ético. Encarna una renovación moral y ética de la vida política, sustentada en una lucha frontal e inclaudicable contra la corrupción. La adopción de los principios de la transparencia y la rendición de cuentas aseguran la ética en la función pública.

- El Frente Amplio es latinoamericanista. Estrecha vínculos con las fuerzas capaces de impulsar la globalización de la solidaridad, y su acción política no estará subordinada a disposiciones de Organizaciones o Estados Extranjeros, especialmente rechaza cualquier imposición externa que atente contra la soberanía e independencia del Estado costarricense.

- El Frente Amplio es ecologista.

## Demografía electoral
De acuerdo con estudios del Estado de la Nación, el Frente Amplio es particularmente fuerte entre la población de escasos recursos y clases populares, territorialmente recibe buena parte de sus votos en las provincias periféricas como Guanacaste, Puntarenas y Limón así como en los cantones rurales y más alejados. En las elecciones de 2014, ganó en los municipios rurales de Los Chiles y Golfito.

## Relaciones internacionales
El Frente Amplio fue miembro propietario del Foro de São Paulo (principal encuentro de fuerzas izquierdistas de Latinoamérica) desde el 2007 hasta aproximadamente inicios del 2020, y participa del Congreso Bolivariano de los Pueblos.
El Frente Amplio ha apoyado públicamente en el plenario legislativo a los gobiernos progresistas y de izquierda de la América Latina, entre ellos los de Brasil, Bolivia, Cuba, Ecuador, El Salvador, Uruguay y Venezuela. Diputados y dirigentes del Frente Amplio han asistido a la celebración de la Revolución Sandinista en Nicaragua con el patrocinio del FSLN, así como se han reunido con el embajador de Venezuela en Costa Rica. En junio de 2008, el Frente Amplio, y el diputado José Merino, propusieron al Gobierno de Costa Rica el ingreso a Petrocaribe como opción para reducir los precios del petróleo, y ha sido uno de los partidos costarricenses más enfáticos en su apoyo a la causa palestina, en especial a raíz de la crisis en Gaza.

## Resultados electorales

### Elecciones presidenciales
|  | 0.6 % |

|  | 17.25 % |

|  | 0.8 % |

|  | 8.73 % |

### Elecciones legislativas
|  | 1.1 % |

|  | 3.6 % |

|  | 13.1 % |

|  | 3.9 % |

|  | 8.3 % |

### Elecciones municipales
| Año  | Alcaldías | Intendencias | Regidurías | Sindicaturas | Concejalías |
| ---- | --------- | ------------ | ---------- | ------------ | ----------- |
| 2006 | 0/81      | 0/8          | 0/503      | 0/469        | 1/1844      |
| 2010 | 0/81      | 0/8          | 1/495      | 0/470        | 4/1856      |
| 2016 | 1/81      | 0/8          | 19/505     | 3/480        | 39/1888     |
| 2020 | 0/82      | 0/8          | 8/508      | 1/486        | 18/1912     |
| 2024 | 1/84      | 0/7          | 8/518      | 5/491        | 19/1936     |

## Líderes

### Presidentes del Comité Ejecutivo
| - José Merino del Río (2004-2012) - Álvaro Rojas Valverde (2012-2013) | - Ana Patricia Mora Castellanos (2013-) |

### Secretarios generales del Comité Ejecutivo
| - Enid González Rojas (2004-2009) - Sonia Solís Umaña (2009-2013) | - William Ulloa Bonilla (2013-2017) - Antonio Ortega Gutiérrez (2017- 2021) - Luis Gerardo Arce Valverde (2021- ) |

## Diputados
| N.º | Provincia | Nombre                        |
| --- | --------- | ----------------------------- |
| 1   | San José  | Sofía Alejandra Guillén Pérez |
| 2   | San José  | Andrés Ariel Robles Barrantes |
| 3   | San José  | Rocío Alfaro Molina           |
| 4   | Alajuela  | Priscilla Vindas Salazar      |
| 5   | Cartago   | Antonio José Ortega Gutiérrez |
| 6   | Heredia   | Johnatan Jesús Acuña Soto     |